# Juha
Juha es una ópera en tres actos con música de Aarre Merikanto y libreto en finlandés de Aino Ackté, basado en la novela de 1911 del mismo título escrita por Juhani Aho. Aunque terminada en 1922, sólo se estrenó en el colegio de música de Lahti el 28 de octubre de 1963.

## Sinopsis
La historia es un drama de un triángulo amoroso: el esposo viejo Juha, su esposa joven Marja, y su seductor el comerciante Shemeikka. Ambientada en los años 1880 en Kainuu, en el norte de Finlandia, la tragedia humana se basa en las duras realidades de una comunidad agrícola y el choque de su estilo de vida con la más mundana de los nómadas carelios, representados por Shemeikka.

## Personajes
- Juha (barítono)
- Marja (soprano)
- Shemeikka (tenor )
- Anja (soprano)
- Dos embreadores (barítono, bajo)
- Suegra (contralto)
- Kaisa (soprano)
- Kalamatti (un pescador) (bajo)
- Dos de los amores de verano de Shemeikka (soprano, alto)
- Madre de Shemeikka (mezzo-soprano)
- Hombres, mujeres (coro)[2]